# 高池勝彦
高池 勝彦（たかいけ かつひこ、1942年8月7日 - ）は、日本の弁護士・政治活動家。新しい歴史教科書をつくる会会長、富士社会教育センター理事。

## 経歴
早稲田大学法学部卒業。1972年（昭和47年）、29歳で司法試験に合格し、司法修習27期を経て1975年に弁護士登録（東京弁護士会、登録番号14830）。
新しい歴史教科書をつくる会会長、國語問題協議會会員（監事）、国家基本問題研究所理事、南京事件の真実を検証する会委員、維新政党・新風講師、映画『南京の真実』の賛同者。東史郎の南京大虐殺関連の書籍に関する名誉棄損訴訟の原告弁護人、百人斬り訴訟の原告側弁護団長、夏淑琴裁判の被告（＝松村俊夫、展転社）側代理人。朝日新聞を糺す国民会議弁護団にも加わっている。NPO法人「昭和の日ネットワーク」副理事長。更に「明治の日推進協議会」事務総長も務め、自分の弁護士事務所を会の連絡先としている。

## 主張
- 選択的夫婦別姓に反対[6]。

## 著作
- 『不動産媒介契約の法律紛争（高池勝彦・丸山英気・山下洋一郎・四宮啓共著、有斐閣、1990年8月）ISBN 978-4641181441
- 『不動産媒介の裁判例』（高池勝彦・丸山英気・山下洋一郎・四宮啓共著、有斐閣、1999年12月）ISBN 978-4641132122